# آردمن انیمیشن
کمپانی آردمن انیمیشن (به انگلیسی: Aardman Animations, Ltd) یک شرکت انیمیشنسازی بریتانیایی می‌باشد که دفتر مرکزی آن در بریستول انگلستان واقع است. این شرکت برنده جایزه بهترین شرکت انیمیشن‌سازی بریتانیا شده‌است. انیمیشن‌های معروفی هم‌چون والاس و گرومیت، فرار مرغی و برآب‌رفته توسط این شرکت ساخته شده‌اند.

## فیلم‌شناسی
- فرار مرغی (۲۰۰۰)
- والاس و گرومیت: نفرین موجود خرگوش‌نما (۲۰۰۵)
- برآب‌رفته (۲۰۰۶)
- آرتور کریسمس (۲۰۱۱)
- دزدان دریایی! گروهی از ناجورها (۲۰۱۲)
- شان گوسفنده (۲۰۱۵)
- انسان‌های نخستین (۲۰۱۸)
- شان گوسفنده: فارماگدون (۲۰۱۹)
- فرار مرغی: طلوع ناگت (۲۰۲۳)
- والاس و گرومیت: انتقام پرندگان (۲۰۲۴)